# Five Miles Out
Five Miles Out – album Mike’a Oldfielda wydany w roku 1982. Wydawnictwo zawiera trzy utwory instrumentalne oraz dwa utwory śpiewane, przy czym najdłuższy Taurus II zajmuje całą jedną stronę w wydaniu winylowym.

## Lista utworów
Album zawiera utwory:
1. Taurus II (Mike Oldfield) – 24:43
2. Family Man (Oldfield/Tim Cross/Rick Fenn/Mike Frye/Maggie Reilly/Morris Pert) – 3:45
3. Orabidoo (Oldfield/Cross/Fenn/Frye/Reilly/Pert) – 13:03
4. Mount Teidi (Oldfield) – 4:10
5. Five Miles Out (Oldfield) – 4:16